# Neoregelia simulans
Neoregelia simulans är en gräsväxtart som beskrevs av Lyman Bradford Smith. Neoregelia simulans ingår i släktet Neoregelia och familjen Bromeliaceae. Inga underarter finns listade i Catalogue of Life.